# Kwasiunino
Kwasiunino (ros. Квасюнино) – wieś w Rosji, w rejonie szeksnińkim obwodu wołogodzkiego. W 2010 r. liczyła 80 mieszkańców.